# Nicolae Mitea
Nicolae Mitea este un fotbalist român liber de contract, ultima oară jucător pentru FC Petrolul Ploiești.

## Cariera
Nicolae Mitea și-a început cariera de fotbalist în Divizia A la FC Dinamo București în sezonul 2002-2003. După doar 9 meciuri jucate în prima ligă din România, a fost transferat de clubul olandez Ajax Amsterdam. Înainte de a părăsi clubul Dinamo, a câștigat Cupa României. Primul sezon la Ajax Amsterdam, 2003-2004 a fost un succes, la vârsta de 18 ani reușind să joace 23 de meciuri și să marcheze 7 goluri.
Pe 20 august 2003 și-a făcut debutul în echipa națională de tineret a României. Sezonul 2004-2005 a fost mai dificil, marcând doar două goluri. A jucat însă bine la echipa de tineret a României, și a atras atenția antrenorului echipei naționale.
2005 a fost anul de glorie la echipa națională, unde a bifat patru meciuri și a reușit să marcheze 2 goluri. A devenit astfel un jucător important pentru națională, însă s-a accidentat la genunchi și a lipsit o lungă perioadă de timp. În sezonul 2005-2006 a jucat doar un meci la Ajax. Nici sezonul următor nu a fost unul bun, deoarece managerul Henk ten Cate a ales să îl ignore și nu a mai fost astfel prima alegere pe poziția de mijlocaș stânga. În ciuda lipsei sale de pe teren, în aceste două sezoane și-a adăugat în palmaresul său două cupe KNVB.
În sezonul 2007-2008 a avut parte de accidentări minore și a fost tot în dizgrația antrenorului, care nu l-a folosit deloc. Clubul Ajax a decis să îl declare jucător liber și să își caute un nou club, astfel că s-a întors la Dinamo București în august 2008, semnând un contract pe 4 ani, însă, după un sezon în vara lui 2009, a părăsit echipa Dinamo fiind apoi legitimat la clubul grec FC Ionikos.
În vara lui 2011 a semnat cu FC Petrolul Ploiești un contract pe două sezoane, dar toamna lui 2011 a adus un nou șir de accidentări. După doar două meciuri jucate pentru ploieșteni, în care a înscris un gol, și-a reziliat contractul său cu Petrolul cu acordul părților în luna decembrie a aceluiași an.
După un sezon în care a fost liber de contract, în 2013, Mitea a semnat cu Concordia Chiajna, însă până acum nu a reușit să joace nici aici din cauza problemelor medicale.

## Palmares

### Club
Dinamo București
- Cupa României: 2002-03

Ajax Amsterdam
- Eredivisie: 2003-04
- Cupa KNVB: 2005-06, 2006–07
- Supercupa Olandei: 2005